# لنكدوك روسيون
لَنكِدُك رُسِيُون أو لَنْكِدُوك-رُوسِيُون (بالفرنسية: Languedoc-Roussillon)‏ هي منطقة في وسط جنوب فرنسا وعاصمتها هي مونبيلييه.

## أهم المدن الرئيسية
مونبيلييه - قرقشونة - أربونة - نيم - بيزيه - مند - فلوراك - بربنية - براد